# Samuel Maharero
Samuel Maharero (1856 – 14 marzo 1923) è stato un capo del popolo degli herero, uno dei protagonisti delle guerre Herero, combattute all’inizio del XX secolo nell’Africa Tedesca del Sud-Ovest (corrispondente all’odierno stato africano della Namibia).
Oggi in Namibia è considerato un eroe nazionale.

## Biografia

### Le origini
Samuel Maharero nacque da Maharero, un importante guerriero e razziatore di bestiame herero. Frequentò le locali scuole luterane dove venne considerato un potenziale pastore per la sua comunità. Nel 1904, quando suo padre morì, divenne capo nel distretto di Okahandja. Nonostante ciò, per via delle leggi herero sulla eredità, non ottenne molta della ricchezza precedentemente appartenuta al padre. Inizialmente, Maharero intrattenne buone relazioni con l’amministrazione coloniale tedesca del governatore Theodor Leutwein. Successivamente, però, i rapporti con le autorità coloniali peggiorarono a causa delle tensioni con i coloni tedeschi, delle difficoltà economiche, della costruzione della rete ferroviaria sul terra degli herero e dello sfruttamento di questi da parte dell’amministrazione coloniale tedesca che li considerava come manodopera a basso costo da impiegare nella lavorazione del cotone e delle altre colture destinate all’esportazione. Così, Maharero, pur consapevole delle difficoltà dell’impresa, organizzò, insieme ad altri capi locali, una rivolta contro la presenza tedesca nella sua terra.

### La guerra contro la Germania
I primi scontri armati si verificarono il 12 gennaio 1904 e videro i ribelli uscirne vincitori. Vennero uccise 123 persone, in maggior parte coloni tedeschi. Il 14 gennaio, le forze di Maharero raggiunsero Omarasa e distrussero gli uffici postali di Waldau e di Waterberg. Inoltre, il presidio militare di Waterberg fu sconfitto dai ribelli herero e tutti i soldati, comandati dal sottoufficiale Gustav Rademacher, vennero uccisi. In questa occasione, Maharero permise ai missionari e ad un piccolo gruppo di donne e bambini tedeschi di raggiungere Okahandja. Il 16 gennaio la città di Gobasis venne assediata e un’intera compagnia militare tedesca venne annientata nei pressi di Otjiwarongo.
Dopo questa perdita, Leutwein venne sostituito con il generale Lothar von Trotha, che giunse nell’Africa Tedesca del Sud-Ovest con 15.000 uomini e mise una taglia di 5.000 marchi per la cattura di Maharero. Infine, grazie all’impiego di mitragliatrici, le truppe coloniali tedesche riuscirono a sconfiggere i ribelli herero nella battaglia di Waterberg, svoltasi l’11 agosto 1904. Gli herero superstiti (inclusi donne e bambini) si ritirarono nella regione desertica dell’Omaheke dove in migliaia morirono di sete e di stenti. In seguito all’ordine, giunto da Berlino, di sterminare le popolazioni ribelli, venne organizzato il campo di concentramento di Shark Island.
Maharero riuscì a rifugiarsi, insieme ad un migliaio di profughi, presso il Protettorato Britannico di Bechuanaland (corrispondente all'odierno stato africano del Botswana), rimanendo il leader degli herero in esilio e diventando un importante vassallo di Sekgathôlê a Letsholathêbê, capo del Bechuanaland settentrionale. Samuel Maharero morì nel 1923. Il 24 agosto dello stesso anno, il suo corpo fu riportato a Okahandja e venne sepolto con una cerimonia. Questo evento è celebrato ancora oggi dagli herero durante l’Herero Day.